# 米尔福德 (宾夕法尼亚州)
米尔福德（Milford）是美国宾夕法尼亚州派克县的一个自治市镇，是派克县的县城。2010年人口普查中的人口为1,021人。米尔福德位于特拉华河上游，是纽约都会区的一部分。

## 历史
特拉华河沿岸的地区长期以来一直由居住在包括长岛西部在内的大西洋中部沿海地区以及在欧洲殖民时期沿着这条河流居住的说阿尔冈昆语族的原住民部落莱纳佩人定居。 英国人也把他们称为特拉华人，以殖民地领导人之一命名的河命名。